# Makrí Gialós

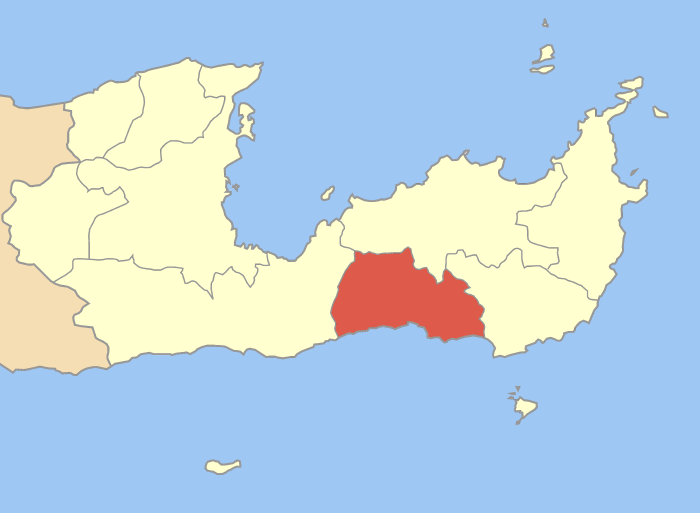
El municipi de Makrí Gialós a la prefectura de Lassithi

Makrí Gialós (grec Μακρύ Γιαλός, normalment transliterat Makry Gialos, o també Makrygialos) és un municipi al sud-est de l'illa grega de Creta, a la prefectura de Lassithi, amb una població d'uns 4200 habitants. La capital del municipi és el poble de Koutsouras. Les activitats econòmiques de la zona són el turisme, el conreu d'oliveres i hortalises.
Al municipi hi ha:
- les gorges de Koutsouras, de Pefki i de Pervolakia
- el monestir de Moni Kapsa, fundat al segle 15 i reconstruït el 1841.
- un important jaciment arqueològic de l'època minoica, la vil·la de Makrygialos